# Malta nos Jogos Olímpicos de Verão da Juventude de 2010
Malta participou dos Jogos Olímpicos de Verão da Juventude de 2010 em Cingapura. Sua delegação foi composta por quatro atletas que competiram em três esportes.

## Atletismo
| Evento                       | Atleta           | Qualificação | Qualificação | Final     | Final        |
| Evento                       | Atleta           | Resultado    | Posição      | Resultado | Posição      |
| ---------------------------- | ---------------- | ------------ | ------------ | --------- | ------------ |
| 100 m com barreiras feminino | Marija Sciberras | 14.82        | 15º (8º q2)  | 14.69     | 1º (Final C) |
| 100 m feminino               | Tamara Vella     | 13.11        | 22º (6º q4)  | 13.16     | 2º (Final D) |

## Judô
| Evento          | Atleta              | 1ª rodada    | 2ª rodada                         | 2ª rodada repescagem | 3ª rodada repescagem   | Semifinais repescagem | Final repescagem A | Disputa pelo bronze A | Pos. final |
| --------------- | ------------------- | ------------ | --------------------------------- | -------------------- | ---------------------- | --------------------- | ------------------ | --------------------- | ---------- |
| Patrick Saywell | Até 66 kg masculino | Sem oponente | LTU Kestutis Vitkauskas D 000-100 | Sem oponente         | DEN Phuc Cai D 000-101 | Não avançou           | Não avançou        | Não avançou           | --         |

| Evento                                              | Atleta         | 1ª rodada    | 2ª rodada              | Semifinais              | Final                  | Pos. final       |
| --------------------------------------------------- | -------------- | ------------ | ---------------------- | ----------------------- | ---------------------- | ---------------- |
| Jeremy Saywell (como integrante da equipe Belgrado) | Equipes mistas | Sem oponente | ZZX Equipe Osaka V 4-4 | ZZX Equipe Tóquio V 5-3 | ZZX Equipe Essen D 1-6 | Medalha de prata |

## Natação
| Evento                 | Atleta      | Qualificação | Qualificação | Semifinais  | Semifinais  | Final       | Final       |
| Evento                 | Atleta      | Resultado    | Posição      | Resultado   | Posição     | Resultado   | Posição     |
| ---------------------- | ----------- | ------------ | ------------ | ----------- | ----------- | ----------- | ----------- |
| 100 m costas masculino | Mark Sammut | 1:01.80      | 29º (5º q1)  | Não avançou | Não avançou | Não avançou | Não avançou |
| 200 m costas masculino | Mark Sammut | 2:16.85      | 18º (6º q1)  |             |             | Não avançou | Não avançou |